# Sir (noblesse)
Pour les articles homonymes, voir Sir.
Cet article court présente un sujet plus développé dans : Noblesse britannique.

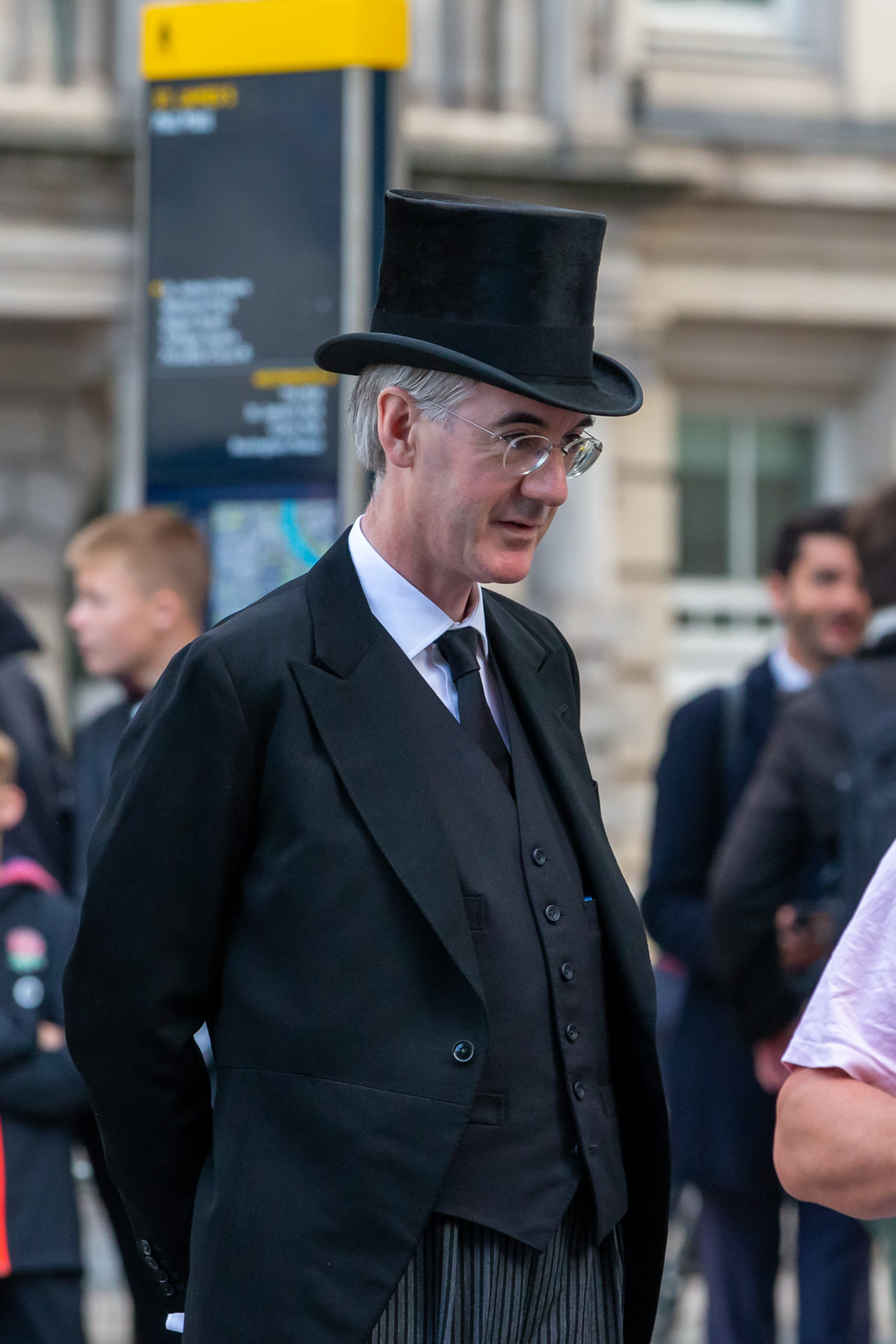
Le député et ancien ministre britannique Jacob Rees-Mogg est anobli pour service public et politique en 2023 par le roi Charles III et désormais officiellement appelé Sir Jacob.

Sir est une adresse honorifique utilisée dans plusieurs situations dans de nombreuses cultures anglophones. Le terme peut être utilisé comme un prédicat formel, en particulier dans le Commonwealth, pour les hommes qui ont reçu certains honneurs ou titres de noblesse (tels que les chevaliers et les baronnets), où l'utilisation est strictement régie par la loi et la coutume.
Le terme est également couramment utilisé comme un moyen respectueux de s'adresser à un homme, généralement de statut social supérieur ou détenant un grade militaire.
Les hommes anoblis sont appelés « Sir » suivi de leur prénom, ou de leurs prénom et nom, mais jamais du nom de famille seul. On dit Sir Alfred Hitchcock, ou Sir Alfred, mais jamais Sir Hitchcock. 
Le titre est distinct pour les femmes. Ainsi, l'épouse d'un chevalier ou baronnet sera nommée « Lady », à la manière des femmes des pairs. En revanche, si elle possède elle-même le titre de « lady » (suo jure), elle sera appelée « Dame », sur le même principe (excepté pour l'ordre de la Jarretière et l'ordre du Chardon, où une « dame compagnon » est « lady »). Inversement, il convient de noter qu'il n'existe pas d'équivalence pour l'époux d'une « dame » ou d'une « lady ».
Le mot « sir » figure dans les dictionnaires de la langue française,,, il n'y a donc pas lieu de l'écrire en italique. En France, concernant la majuscule à « sir », en application d’une certaine interprétation d’une règle du Lexique des règles typographiques, il est courant de mettre une majuscule aux titres anglais suivis d’un nom propre sur le modèle suivant : « un Écossais qui est sir ou un sir écossais, mais Sir Sean Connery ». Pourtant, cette règle traite de la composition de textes en anglais, et non en français. Lacroux expose la même règle pour la langue anglaise, mais illustre ses exemples par des équivalents français entre parenthèses, avec notamment : « Sir Winston Churchill (sir Winston Churcill) ». La minuscule semble de mise même lorsque le titre est suivi du nom propre. Au Canada, le Bureau de la traduction recommande la minuscule : « Devant les hésitations de l’usage, nous recommandons de toujours mettre la minuscule aux titres lady, lord et sir. »

## Quelques personnalités desXXeetXXIesièclesanoblies
- David Attenborough
- Richard Branson
- Charlie Chaplin
- Winston Churchill
- Sean Connery
- Alex Ferguson
- Lewis Hamilton
- Edmund Percival Hillary
- Alfred Hitchcock
- Anthony Hopkins
- John Hurt
- Mick Jagger
- Elton John
- Tom Jones
- Wilfrid Laurier
- Christopher Lee
- Brian May
- Paul McCartney
- Ian McKellen
- Yehudi Menuhin
- Tom Moore
- Andy Murray
- Alan Parker
- Salman Rushdie
- András Schiff
- Ridley Scott
- Ringo Starr
- Patrick Stewart
- Christopher Nolan